# Helena Kurmanowicz
Helena Teresa Kurmanowicz (ur. 26 stycznia 1933 w Blanowicach, zm. 21 sierpnia 2018 w Łodzi) – polska architektka.

## Życiorys

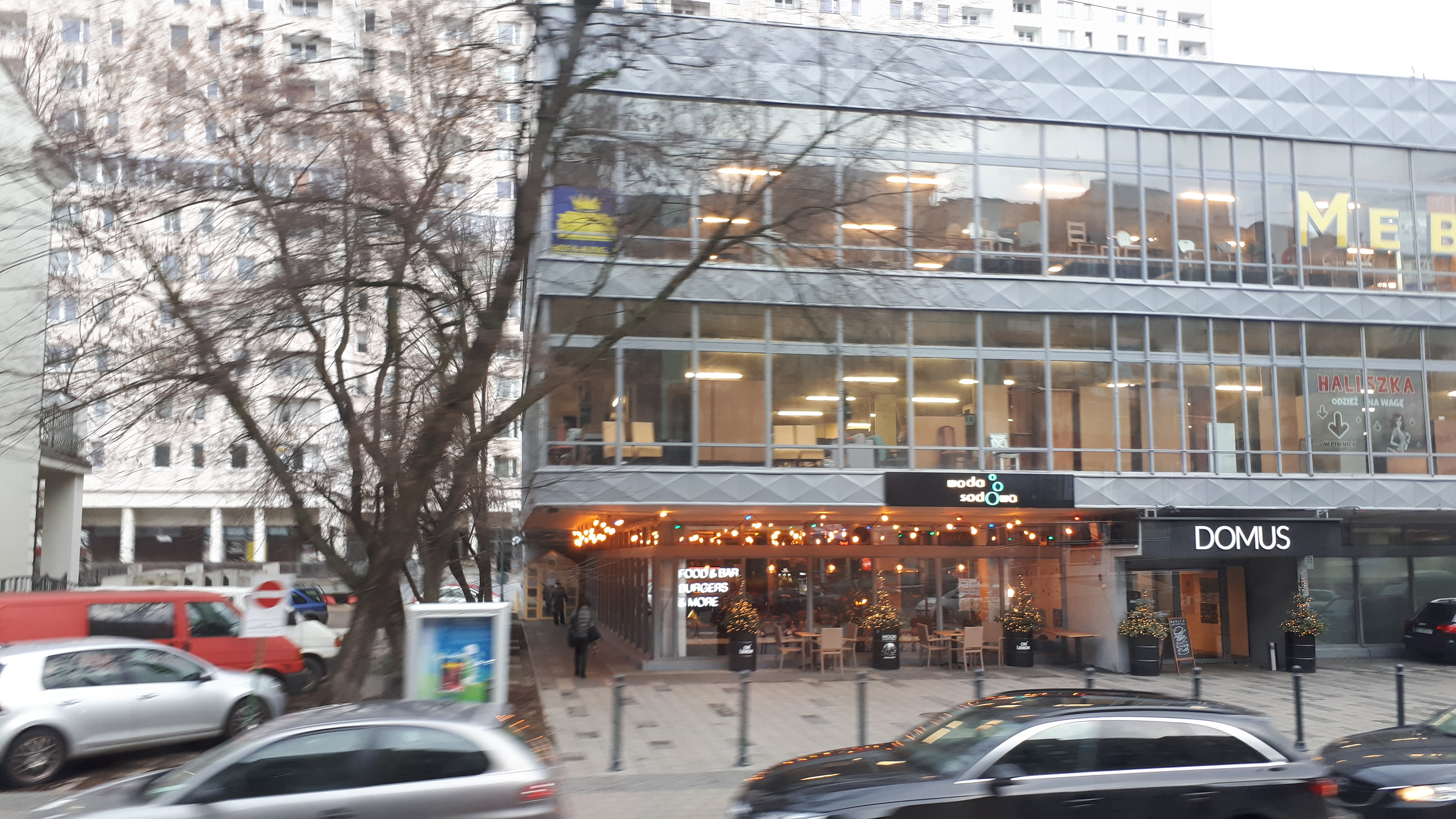
Dom towarowy „Domus”, Łódź (3 lutego 2020)

Helena Kurmanowicz urodziła się 26 stycznia 1933 roku w Blanowicach. W 1957 roku ukończyła studia na Wydziale Architektury Politechniki Krakowskiej (w pierwszych latach jej studiów wydział należał jeszcze do Akademii Górniczej). Jej pracą dyplomową był projekt hali sportowej o linowej konstrukcji, a promotorem Witold Cęckiewicz. Na studiach poznała i wyszła za mąż za Jerzego Kurmanowicza. Wkrótce po ukończeniu studiów para wyjechała do Łodzi. Choć małżeństwo wspólnie pracowało nad wieloma projektami oraz razem je podpisywało, rola Heleny Kurmanowicz bywała pomniejszana przez środowisko. W 1962 roku Kurmanowicz została członkinią łódzkiego oddziału Stowarzyszenia Architektów Polskich. Rok później Kurmanowiczowie zaprojektowali dwukondygnacyjny dom towarowy „Domus” o minimalistycznej, przeszklonej bryle. Jego oszczędne wnętrze było dziełem Heleny Kurmanowicz. Bryła została pozytywnie przyjęta przez specjalistów, a projekt wyróżniono nagrodą III stopnia Ministra Budownictwa i Przemysłu Materiałów Budowlanych. Małżeństwu przypisywany jest także projekt krzesła tapicerowanego nr 142, potocznie zwanego „serduszkiem”, który wygrał konkurs organizowany przez Centralę Handlu Zagranicznego „PAGED”.

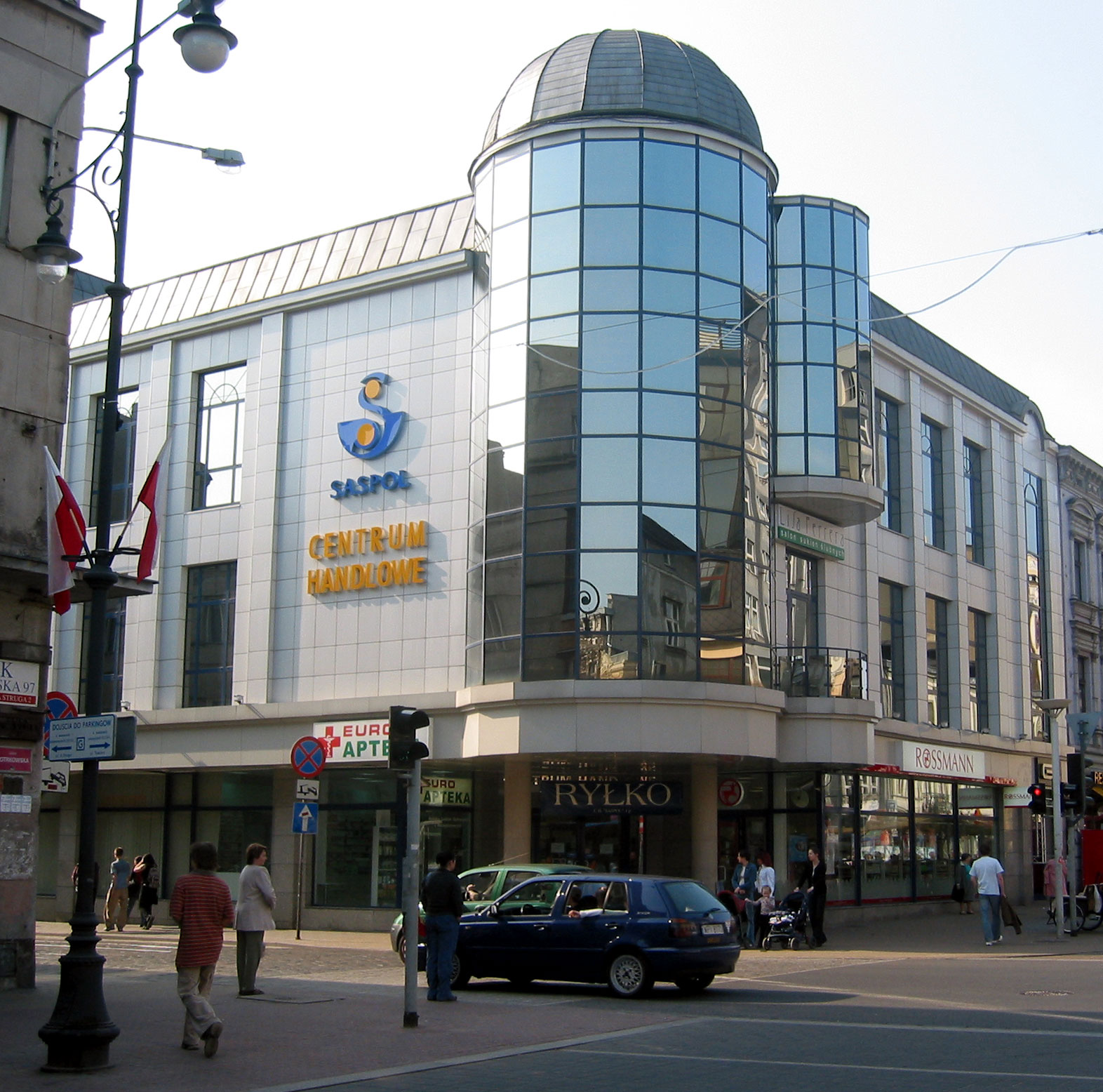
Dom handlowy „Saspol”, Łódź

Helena Kurmanowicz tworzyła projekty w Miastoprojekcie Łódź. Z początkiem drugiej połowy lat 80. wygrała konkurs na projekt hotelu w Suchumi. Razem z mężem, którego rola ograniczyła się do wsparcia, nadzorowała na miejscu budowę ośrodka rekreacyjnego nad Morzem Czarnym. Kompleks jednak nigdy nie został oddany do użytku: budowa w stanie surowym została wstrzymana w 1989 roku, a dwa lata później konflikt w Osetii Południowej przekreślił szanse na dokończenie ośrodka.
Pod koniec lat 80. Kurmanowicz rozpoczęła współpracę z architektką Iwoną Gortel. W 1992 roku ich wspólna praca utrzymana w postmodernistycznej konwencji wygrała konkurs na projekt domu handlowego „Saspol”. Budynek powstał w 1994 roku przy ulicy Piotrkowskiej 95 w Łodzi. W tym samym okresie Kurmanowicz przygotowała projekt gmachu bankowego przy placu im. Władysława Reymonta w Łodzi, którego jeden segment dostosowany był do niskiej, lokalnej zabudowy, a drugi miał być górującym nad okolicą wysokościowcem. Finalnie powstała nieco niższa budowla ze względu na wytyczne Urzędu Lotnictwa Cywilnego. W 2012 zaprojektowała nowy pawilon Muzeum Sztuki w Łodzi, który powstał na dziedzińcu Pałacu Maurycego Poznańskiego.
Kurmanowicz była członkinią zarządu Uniprojektu sp. z o.o., należała także do Łódzkiej Okręgowej Izby Architektów Rzeczypospolitej Polskiej. W 1978 roku została odznaczona Srebrną Odznaką SARP.
Zmarła 21 sierpnia 2018 w Łodzi. Jej grób znajduje się na cmentarzu Doły.